# Estoril
Estoril – miasto i kurort wypoczynkowy w portugalskiej gminie Cascais, na zachód od Lizbony. Należy do krainy Estremadura.
Powierzchnia Estoril wynosi 8,79 km², w roku 2011 miejscowość zamieszkiwało 23 399 osób. Do początków XX wieku miasto było głównie portem rybackim, dopiero później nabrało znaczenia turystycznego. W Estoril znajduje się słynne kasyno Estoril Casino. Pod koniec XX wieku było rezydencją Jana Burbona, czwartego syna króla Hiszpanii Alfonsa XIII. W roku 1972 odbyły się tutaj wybory Miss Europy, w których zwyciężyła Monika Sarp z Niemiec.
Estoril jest najbardziej znane z organizacji wysokiej rangi imprez sportowych: wyścigów Formuły 1 (1984–1996) oraz tenisowego turnieju Estoril Open. Znajduje się tu również klub piłkarski G.D. Estoril-Praia, który występuje w Primeira Lidze.
Na wygnaniu w Estoril zmarł Miklós Horthy (1868–1957), węgierski polityk i wojskowy, regent Królestwa Węgier w latach 1920–1944.